# Ultra Beatdown
Ultra Beatdown é o quarto álbum de estúdio da banda inglesa de power metal DragonForce, lançado em 20 de agosto de 2008 no Japão através da JVC e em 26 de agosto de 2008 a nível mundial através da Roadrunner Records  e Universal Music. Foi o primeiro álbum de estúdio tendo Frédéric Leclercq como baixista.

## Digressão
A primeira ronda de DragonForce's Ultra Beatdown World Tour começou a 25 de Setembro de 2008 no The Zodiac, Oxford com Turisas. Nos EUA / Canadá a digressão incluiu também a banda Powerglove. Teve término em Abril de 2009.

## Crítica
A canção "Heroes of Our Time" foi nomeado para um Grammy.
A 28 de agosto o álbum entrou para # 9 no Japão  inclusive entrou nas paradas australianas na primeira semana de setembro em # 19  e na mesma semana em # 18, ambos nas paradas britânicas e na Billboard 200.

## Alinhamento de faixas
| N.º            | Título                                                | Compositor(es)     | Duração |  |
| 1.             | "Heroes of Our Time"                                  | Totman, Li         | 7:13    |  |
| 2.             | "The Fire Still Burns"                                | Totman, Theart     | 7:53    |  |
| 3.             | "Reasons to Live"                                     | Totman, Li         | 6:26    |  |
| 4.             | "Heartbreak Armageddon"                               | Totman, Li         | 7:43    |  |
| 5.             | "The Last Journey Home"                               | Totman, Theart     | 8:16    |  |
| 6.             | "A Flame for Freedom"                                 | Totman             | 5:20    |  |
| 7.             | "Inside the Winter Storm"                             | Totman, Theart     | 8:12    |  |
| 8.             | "The Warrior Inside"                                  | Pruzhanov, Totman  | 7:15    |  |
| 9.             | "Strike of the Ninja" (faixa bónus )                  | Totman, Theart     | 3:18    |  |
| 10.            | "Scars of Yesterday" (faixa bónus )                   | Totman, Li, Theart | 7:49    |  |
| 11.            | "E.P.M. (Faixa bónus apenas no Japão)" (faixa bónus ) |                    | 7:24    |  |
| Duração total: | Duração total:                                        | Duração total:     | 69:49   |  |

| Edição Especial DVD |                                  |         |  |
| N.º                 | Título                           | Duração |  |
| 1.                  | "The Making of Ultra Beatdown"   | 15:16   |  |
| 2.                  | "The Making of the E-Gen Guitar" | 9:35    |  |
| Duração total:      | Duração total:                   | 24:51   |  |

## Desempenho nas tabelas musicais

### Álbum
| Tabela musical                  | Posição |
| ------------------------------- | ------- |
| UK Albums Chart                 | 18      |
| Sverigetopplistan               | 50      |
| The Billboard 200               | 18      |
| Australia Albums Top 50         | 19      |
| Finlândia Finland Albums Top 40 | 25      |
| Nova Zelândia NZ Albums Top 40  | 28      |

## Integrantes

### Membros da banda
- ZP Theart – Vocais
- Herman Li – Guitarra, Vocal de apoio, Produtor, Mixagem, Arranjos
- Sam Totman – Guitarra, Vocal de apoio, Produtor, Mixagem
- Vadim Pruzhanov – Teclado, Piano, Theremin, Kaoss Pad, Vocal de apoio
- Dave Mackintosh – Bateria, Vocal de apoio
- Frédéric Leclercq – Baixo, Vocal de apoio, Guitarra Adicional

### Convidados
- Clive Nolan – Vocal de apoio, Teclado Adicional

### Equipa técnica
- Karl Groom – Produção, Mixagem, Arranjos
- Mika Jussila – Maestro
- Android Jones –  Trabalho de Arte